# ФАБ-5000НГ
ФАБ-5000НГ (сокр. Фугасная Авиационная Бомба, 5000 кг, Нисон Гельперин) — советская авиационная бомба.

## История
В 1939—1944 годах НКБ СССР создал бомбы с новым суррогатным взрывчатым веществом, бомбы высокой мощности, железобетонные бомбы (серия фугасных авиабомб в корпусах из тонкостенной стали ФАБ-100НГ, ФАБ-250НГ, ФАБ-500НГ, ФАБ-1000НГ).
В 1942 году главе КБ-35 НКБ Н.И. Гельперину было поручено в кратчайшие сроки создать пятитонную бомбу.

## Назначение
Эта мощная авиационная бомба была создана для бомбардировок крупных скоплений войск, разрушения стратегических объектов и железных дорог. Данный тип бомб появился после неудачной попытки превратить устаревший самолёт ТБ-3 в самолёт-снаряд (прообраз крылатой ракеты). Специально для бомбы было разработано особо мощное смесевое ВВ — ТГА (тринитротолуол, гексоген, алюминий), которое впоследствии применялось в новых, более мощных модификациях боеприпаса.
Носителем данного оружия стал тяжелый четырёхмоторный бомбардировщик Пе-8. Несмотря на нестандартный для Пе-8 вес и размер боеприпаса (с бомбой длиной 5,2 м и диаметром 1 м створки бомболюков не закрывались полностью, а перегруз превышал тонну), государственные испытания прошли успешно и в 1943 году ФАБ-5000НГ была принята на вооружение.

## Боевое применение
28 апреля 1943 года первые серийные бомбы были сброшены на береговые укрепления Кёнигсберга. Данная бомба была использована при бомбардировках различных укреплённых сооружений (крепостей, береговых укреплений) и стратегических объектов (фабрик, аэродромов). Но, ввиду большого веса, отсутствия опыта бомбометания данного боеприпаса и ограниченной приспособленности самолёта-носителя, полёты на стратегические дальности с этой бомбой и массовые полёты с ней были невозможны.
Существуют сведения о применении этой бомбы в боях на Курской дуге и при освобождении Орла. Поскольку бомбы применялись вблизи линии фронта, от их применения отказались из-за риска поражения своих войск. Две таких бомбы были сброшены на Хельсинки в феврале 1944 года. Последние бомбы приняли на себя форты крепости Кёнигсберг 7 апреля 1945 года.
Предположительно, данный боеприпас мог использоваться 840 ТБАП и 402 ТБАП при бомбардировках сильно укреплённых огневых позиций душманов в Афганистане.